# Zelotes aerosus
Zelotes aerosus este o specie de păianjeni din genul Zelotes, familia Gnaphosidae, descrisă de Charitonov, 1946. Conform Catalogue of Life specia Zelotes aerosus nu are subspecii cunoscute.